# Escala de tiempo geológica de Marte
La escala de tiempo geológica de Marte se fundamenta en tres amplias épocas, definidas por el número de cráteres de impacto de la superficie; las superficies más antiguas poseerían más cráteres. Estas eras son denominadas mediante lugares de Marte que pertenecen a esos períodos. La datación precisa de esos periodos no es conocida debido a la existencia de varios modelos diferentes que intentan explicar la tasa de la lluvia meteórica sobre Marte, por lo que las fechas proporcionadas son aproximadas. De la más antigua a la más reciente, estas épocas son:
- Noeico (o Era Noeica), así llamado por Noachis Terra: abarca desde la formación de Marte hasta hace unos 3800 - 3500 millones de años. Las superficies noeicas están salpicadas de numerosos cráteres de impacto. Se piensa que el abultamiento de Tharsis se formó en este periodo, con extensas inundaciones de agua líquida al final de esta era.

- Hespérico (o Era Hespérica), así llamado por Hesperia Planum: abarca entre hace 3500 y 1800 millones de años. Esta era se caracteriza por la formación de extensas planicies de lava.

- Amazónico (o Era Amazónica), así llamado por Amazonis Planitia: abarca entre hace 1800 millones de años y el momento presente. Las regiones amazónicas muestran escasos cráteres de impacto, que sin embargo son bastante variados. El monte Olimpo se formó en este periodo, junto con otras importantes coladas de lava en otros lugares de Marte.

## Escala de tiempo alternativa
Basándose en recientes observaciones realizadas con el Espectrómetro de Mapeo Mineralógico en Visible e Infrarrojo (OMEGA), instalado a bordo del orbitador Mars Express, el investigador principal del espectrómetro OMEGA ha propuesto una escala de tiempo alternativa, que tiene en cuenta la correlación entre la mineralogía y la geología del planeta. Esta escala de tiempo alternativa divide la historia del planeta en tres periodos Filósico, Teícico y Siderícico.
- Filósico (o Era Filósica), llamado así por los filosilicatos, minerales ricos en arcillas, que caracterizan esa época. Abarca desde la formación del planeta hasta hace alrededor de 4000 millones de años. Para que los filosilicatos se hayan formado debe de haber existido un ambiente acuoso alcalino. Se piensa que los depósitos de esa era son los mejores candidatos para buscar evidencias de la existencia de vida en el pasado del planeta. El periodo equivalente en la Tierra sería el eón Hádico.

- Teícico (o Era Teícica), llamado así por el vocablo griego para referirse a los minerales de tipo sulfato que se formaron en esa época. Se extendió hasta hace alrededor de 3500 millones de años y fue un periodo de activo vulcanismo. Además de lava, una serie de gases, en particular dióxido de azufre, fueron liberados. Al combinarse con el agua, generaron sulfatos e hicieron que el ambiente se volviera ácido. El equivalente en la Tierra sería el eón Arcaico y el principio de la era Paleoarcaica.

- Siderícico (o Era Siderícica), llamado así por el vocablo griego para referirse al hierro férrico. Abarca desde hace 3500 millones de años hasta la actualidad. Con el fin del vulcanismo y la ausencia de agua líquida, el proceso geológico más notable ha sido la oxidación de las rocas ricas en hierro por el peróxido atmosférico, dando lugar al óxido de hierro rojo que da al planeta su conocido color. El equivalente en la Tierra sería la mayoría de la era Arcaica, todo el Proterozoico y hasta la actualidad.